# Воллон, Антуан
Антуан Воллон  (фр. Antoine Vollon; 20 апреля 1833, Лион — 27 августа 1900, Париж) — французский живописец, автор пейзажей и натюрмортов.

## Биография
Воллон родился в 1833 году в Лионе. Сын ремесленника. Учился у Жана Жоржа Вибера в Школе изящных искусств.
В 1859 году переехал в Париж. Там он стал учеником Огюстена Теодюля Рибо и находился под влиянием голландских натюрмортистов 17-го века. Подружился с Александром Дюма, Жаном-Батистом Карпо, Оноре Домье и Шарлем-Франсуа Добиньи.
В 1860 году женился на Мари-Фанни Буше; впоследствии у них было двое детей, Алексис и Маргарита.
Умер 27 августа 1900 года, похоронен на кладбище Пер-Лашез.

## Творчество

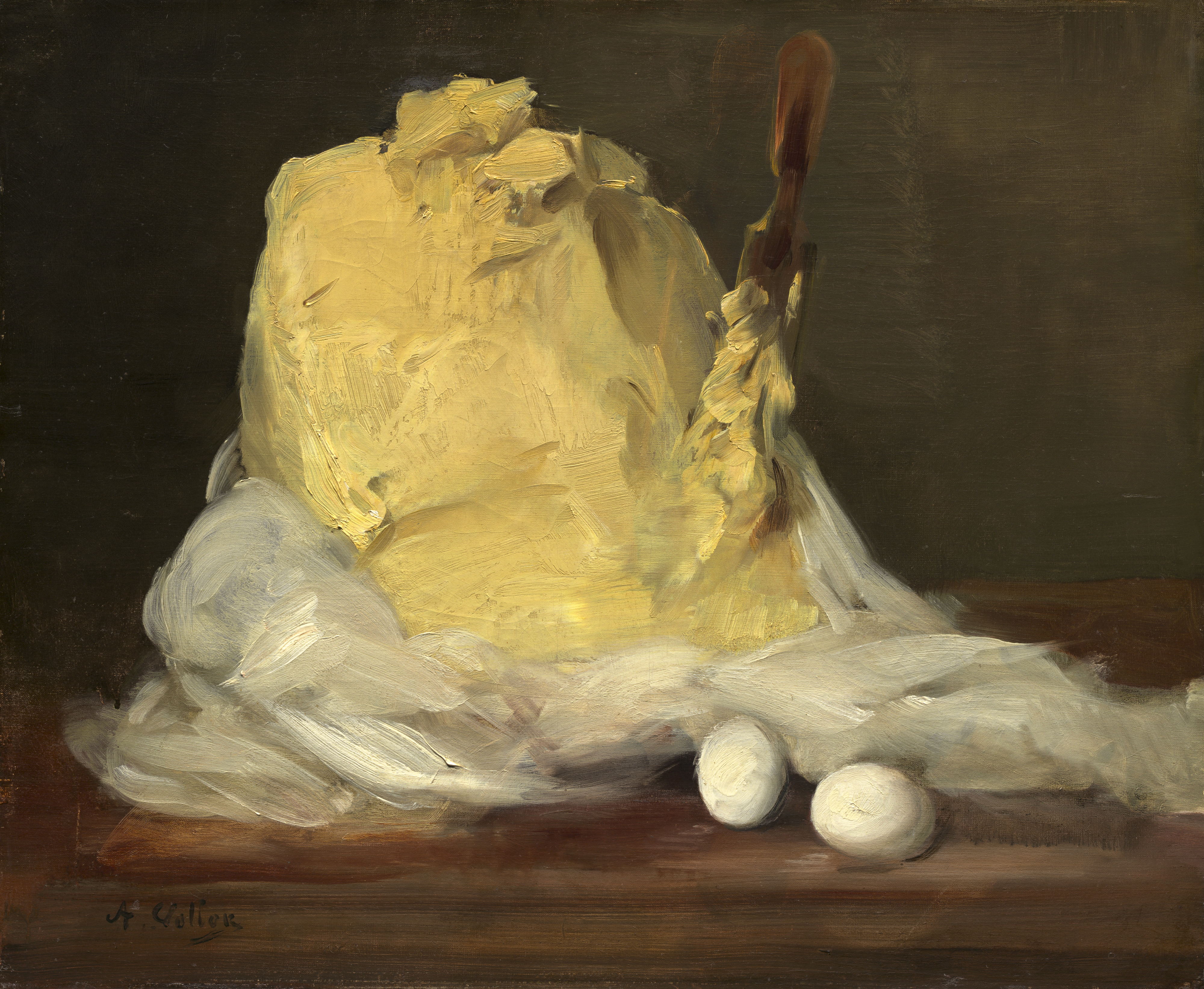
Антуан Воллон. «Кусок масла»

Воллон изображал сначала исключительно предметы неодушевлённой природы — цветы, кухонную посуду, разную живность и т. п., впоследствии расширил круг своих сюжетов пейзажами, а позднее стал писать также жанровые картины, напоминающие своим крайним реализмом произведения Курбе и порой впадающие в грубость. В «Энциклопедии Брокгауза и Ефрона» Воллон характеризуется как «художник оригинальный, обладающий чрезвычайно сильным колоритом и смелым приёмом исполнения».
Из числа его картин особенно любопытны: «Редкости», «Военные доспехи» (обе в Люксембургском музее), «Кухарка» (фигура в натуральную величину), «Уголок моей мастерской», «На рынке», «После бала» и «Скамья с мясом». Эмиль Золя, не находя в его картинах настоящего реализма, относил его, как и Франсуа Бонвена, к «платоническим возлюбленным реальности», так как, по мнению писателя, его реализм состоит лишь в выборе грубого сюжета. Критикуя Воллона и близких к нему художников за отсутствие умения сделать свои картины и их персонажи живыми, Золя писал про его известную картину «Кухарка» следующее:
Я во всём этом никакого реализма не вижу, поскольку служанка эта совершенно деревянная и так хорошо приклеена к стене, что её ничем не отдерешь. Все изображенные предметы в натуре, при ярком освещении, имеют другой вид. В кухнях обычно много воздуха, и каждый предмет не приобретает такого румяного, поджаристого оттенка. Кроме того, хотя во внутренних помещениях контрасты светотени бывают несколько смягчены, всё же на самом деле они отчетливее, чем у г-на Воллона, и поэтому в его картине предметы словно лишены объема. Нет, действительность грубее, резче, чем это её изображение.

## Галерея

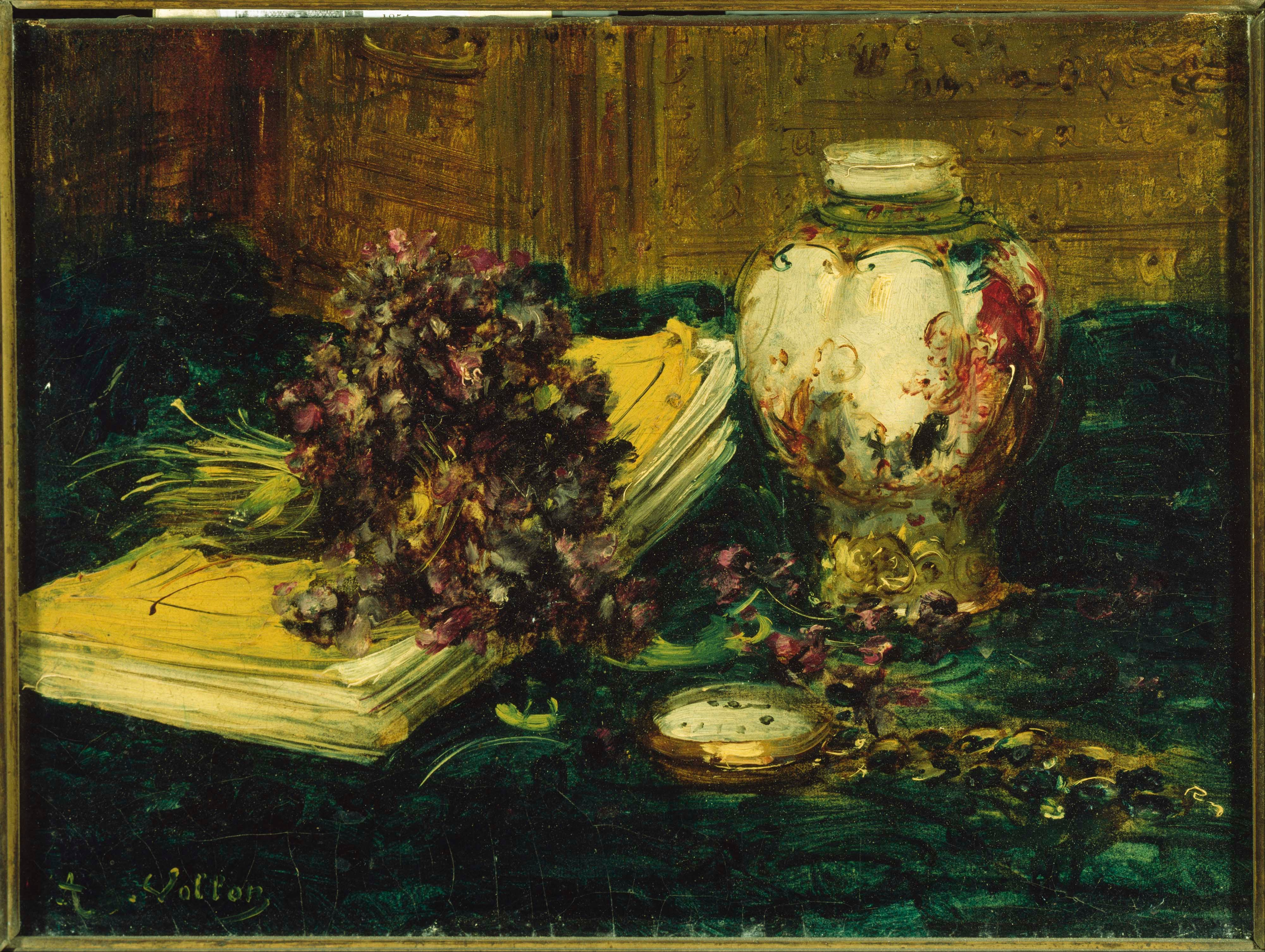
Фиалки
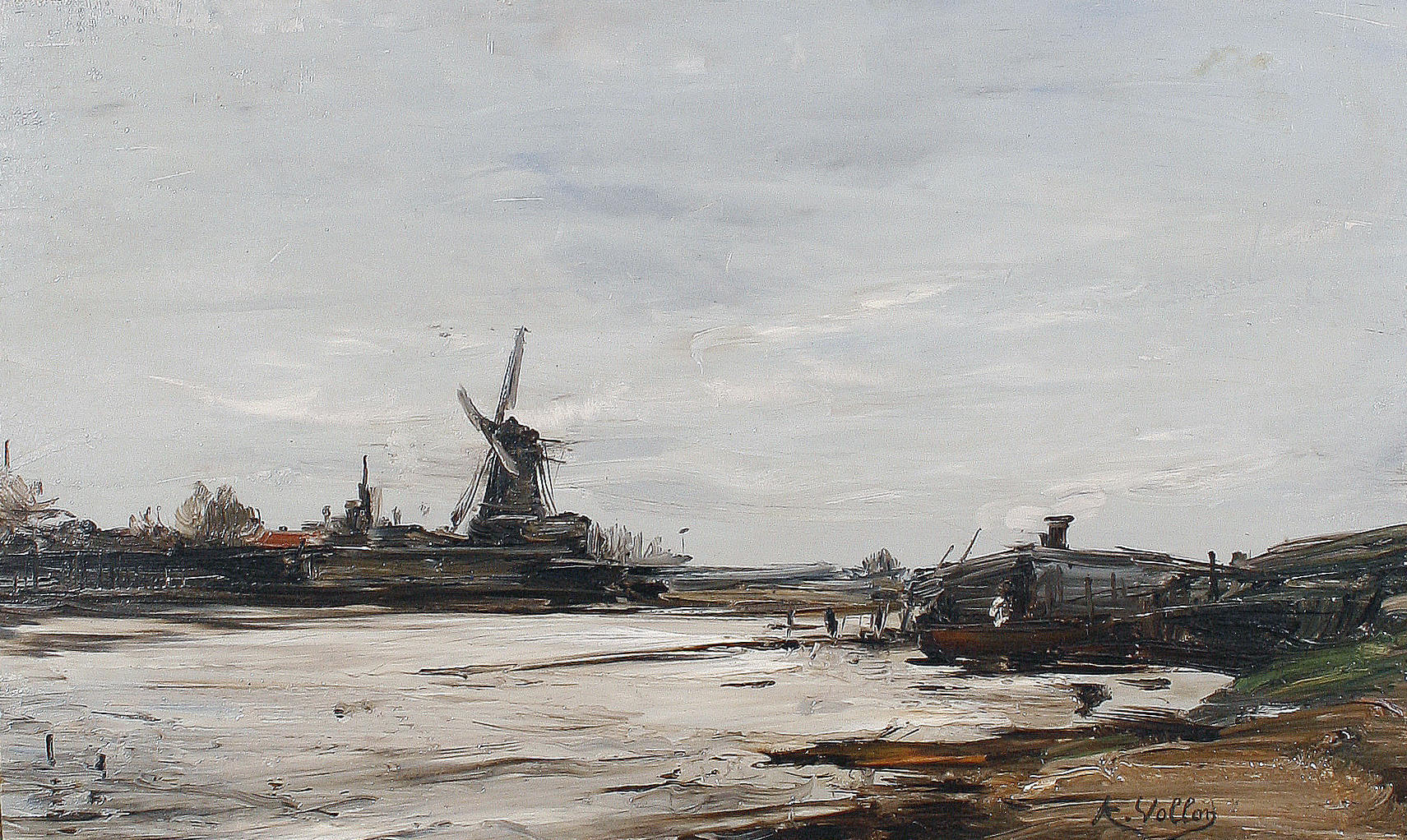
Ветряная мельница над рекой
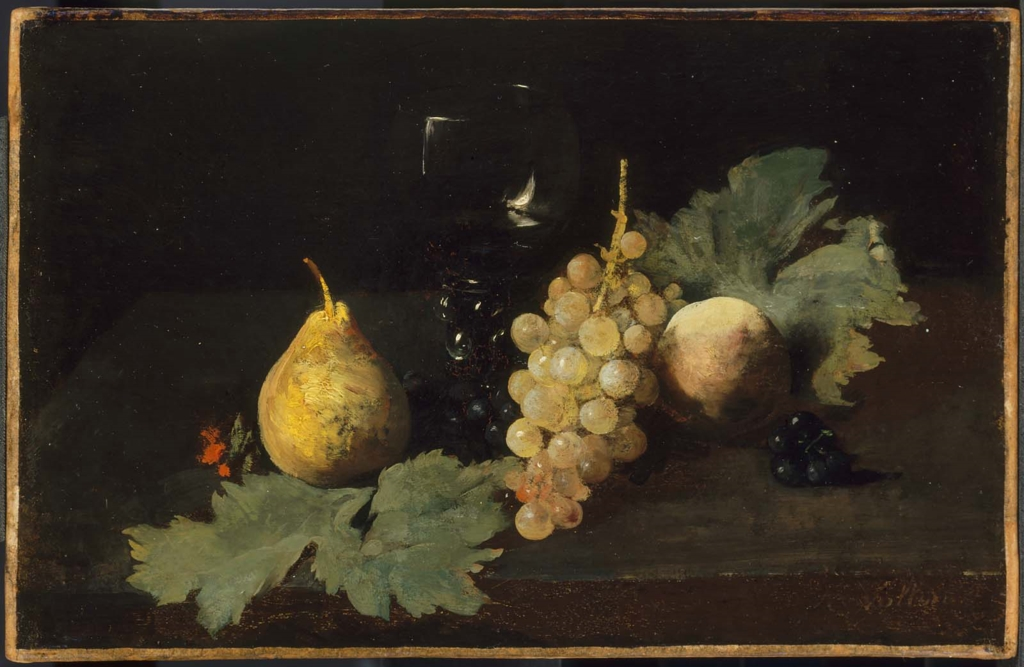
Фрукты и бокал для вина
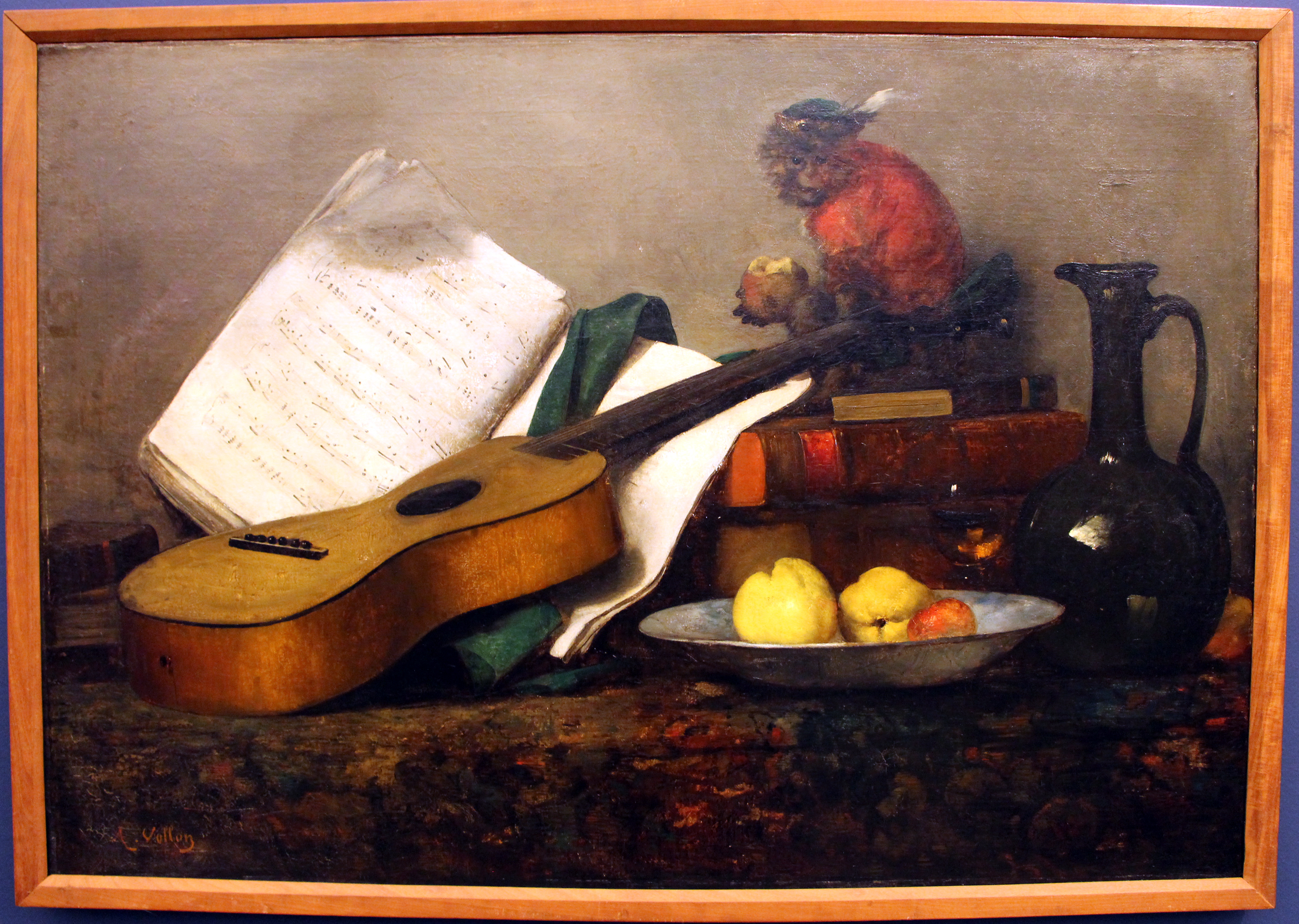
Натюрморт с мартышкой и гитарой
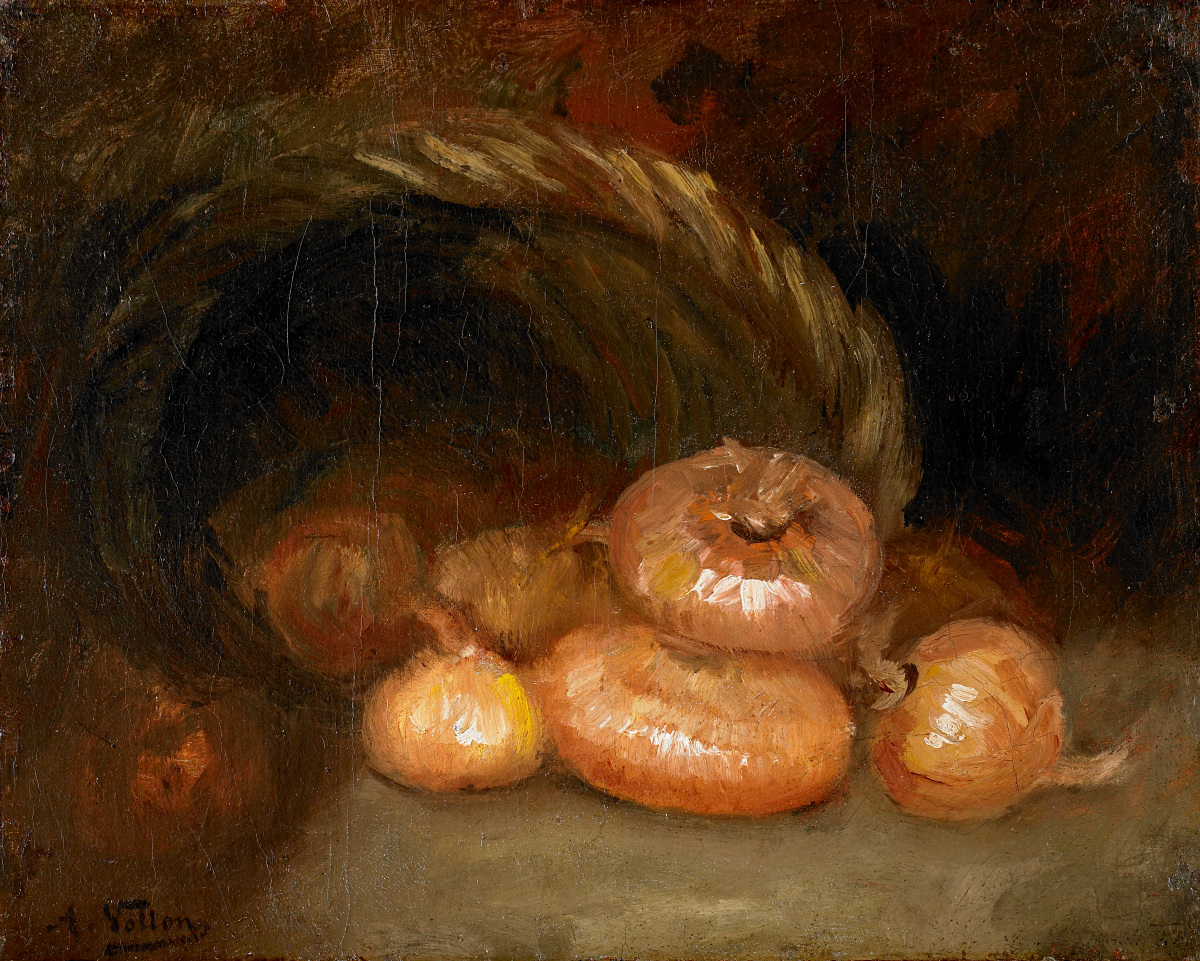
Натюрморт с луком
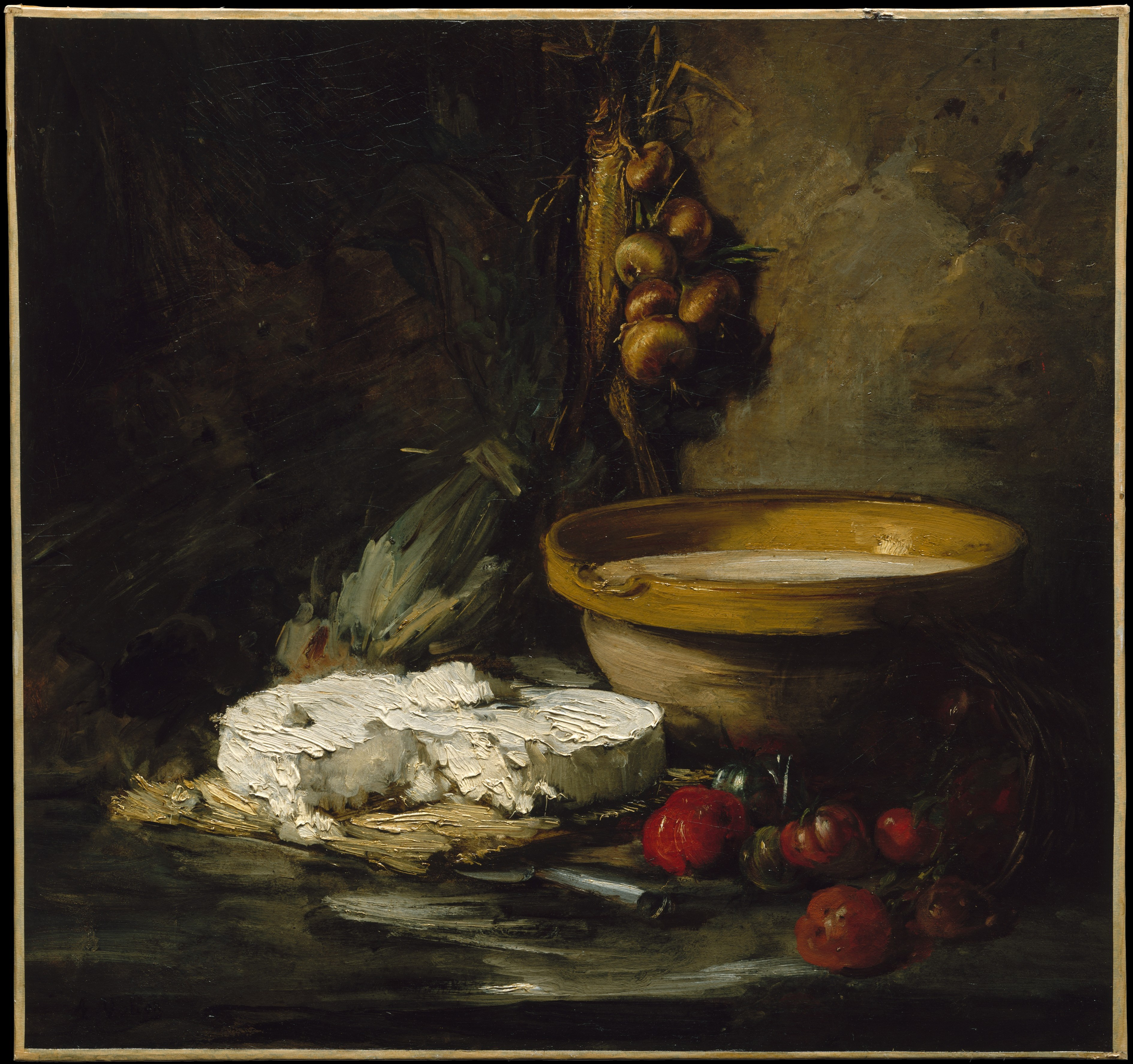
Натюрморт с сыром
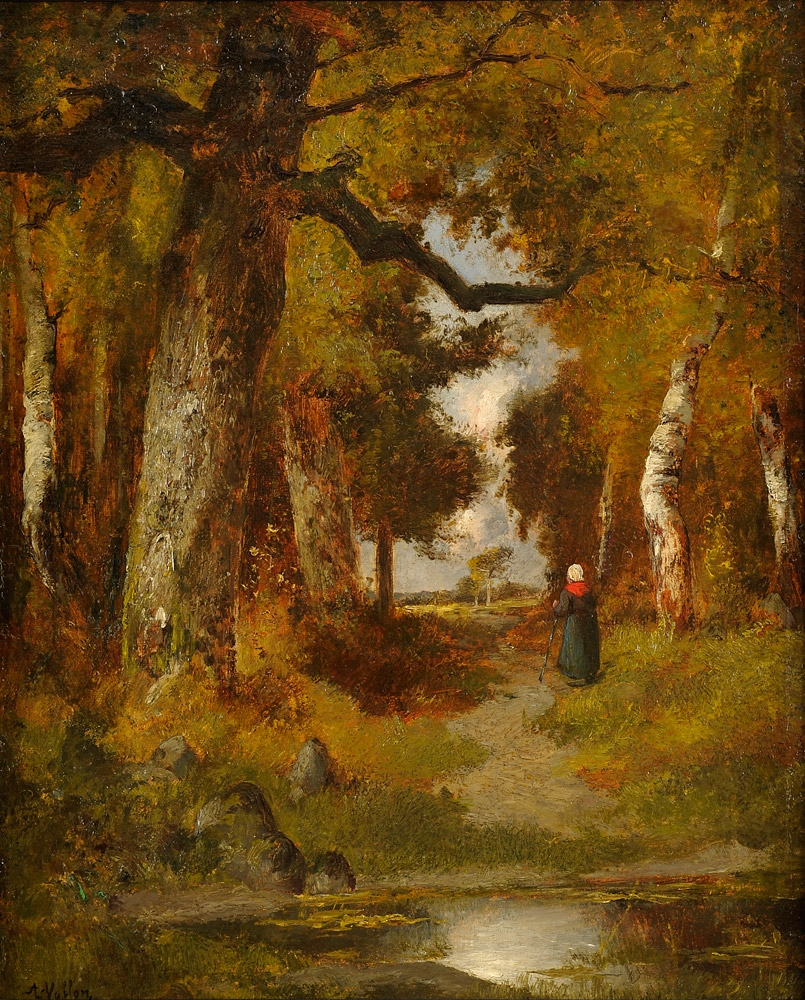
Лес около Барбизона
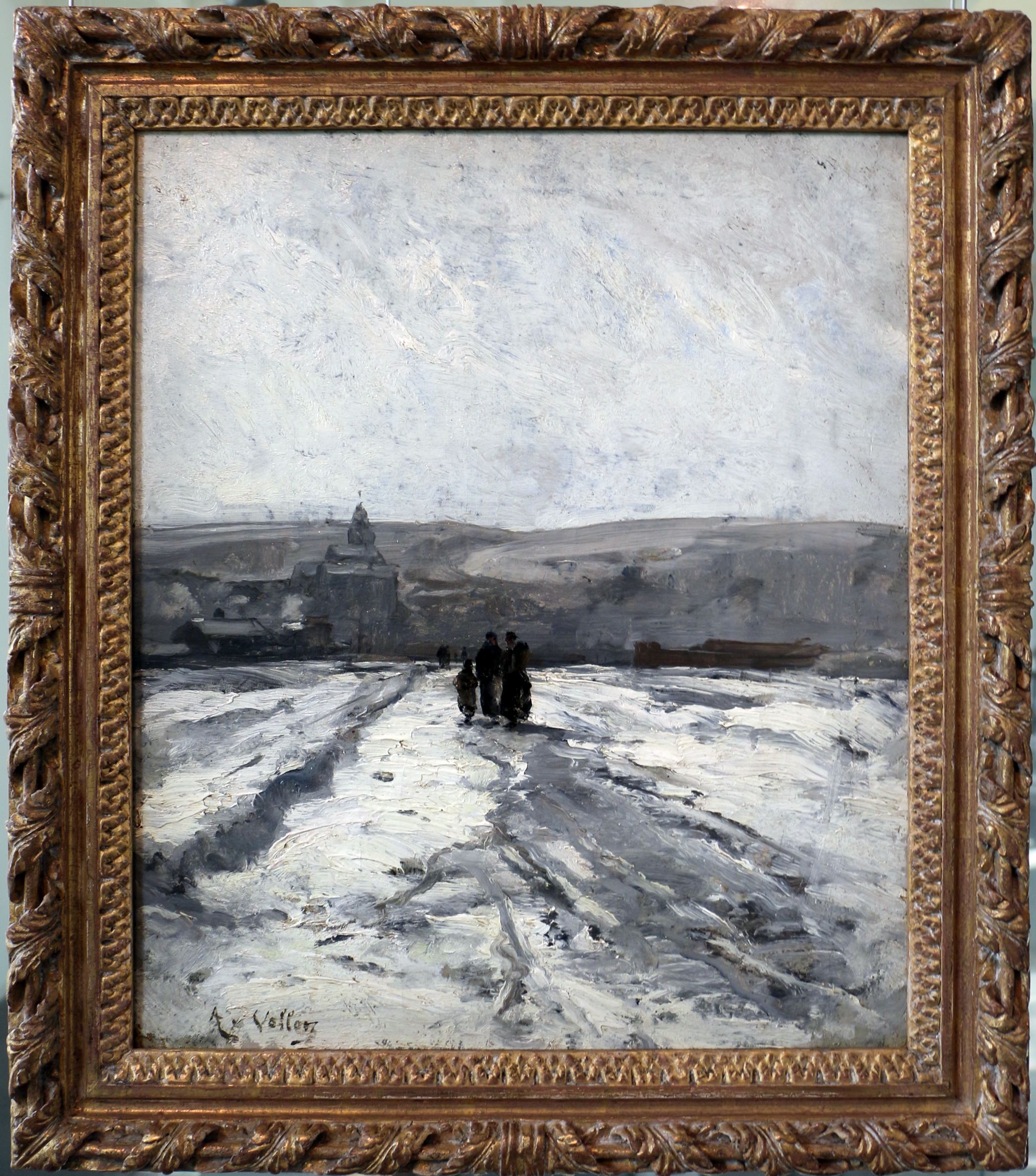
Дьепп. Снежный день
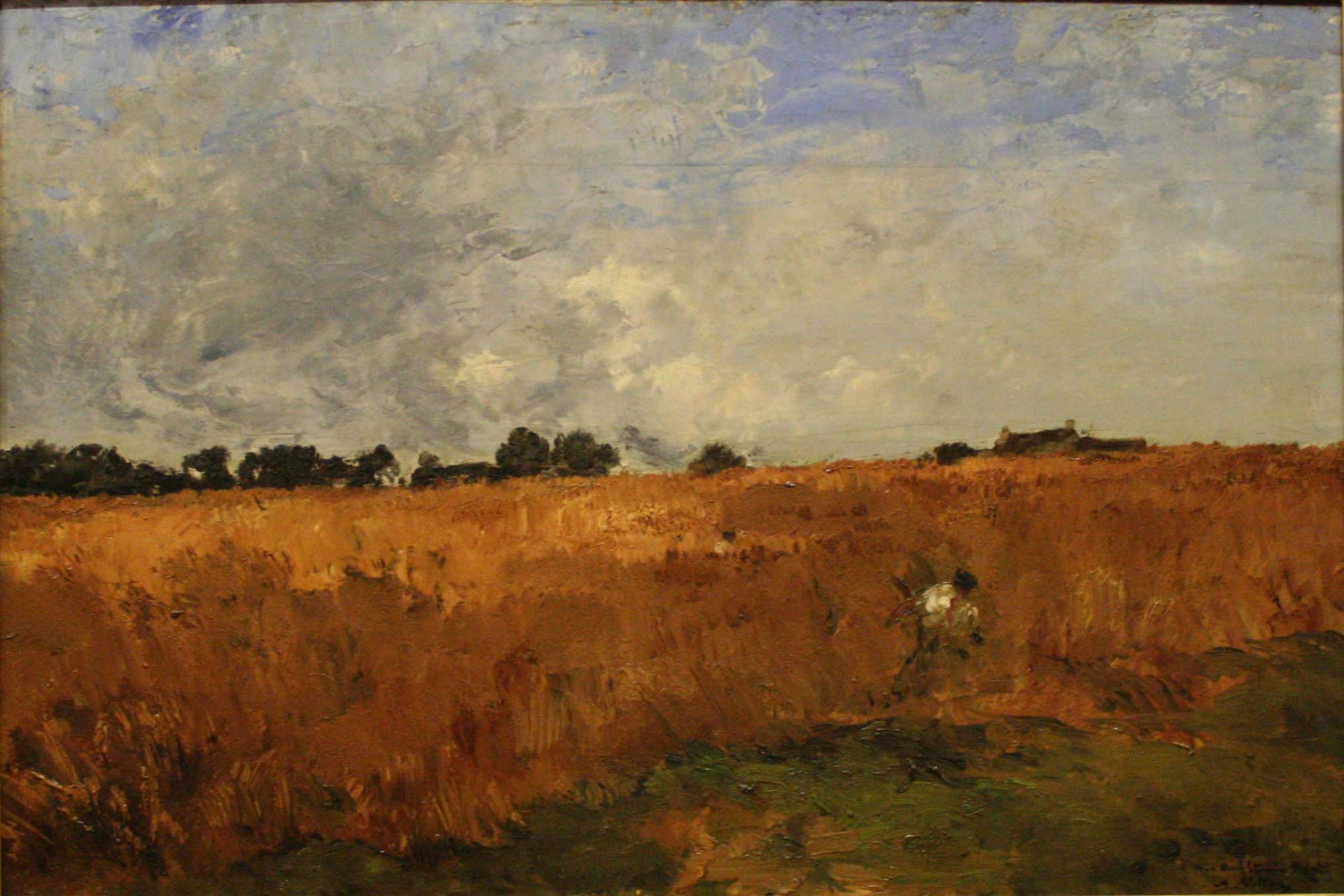
Ветер
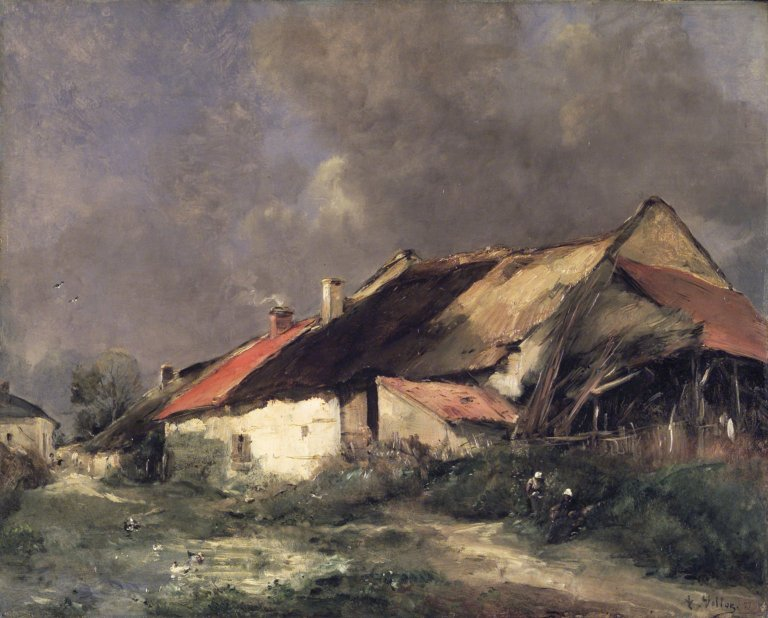
После шторма